# Jove Polònia

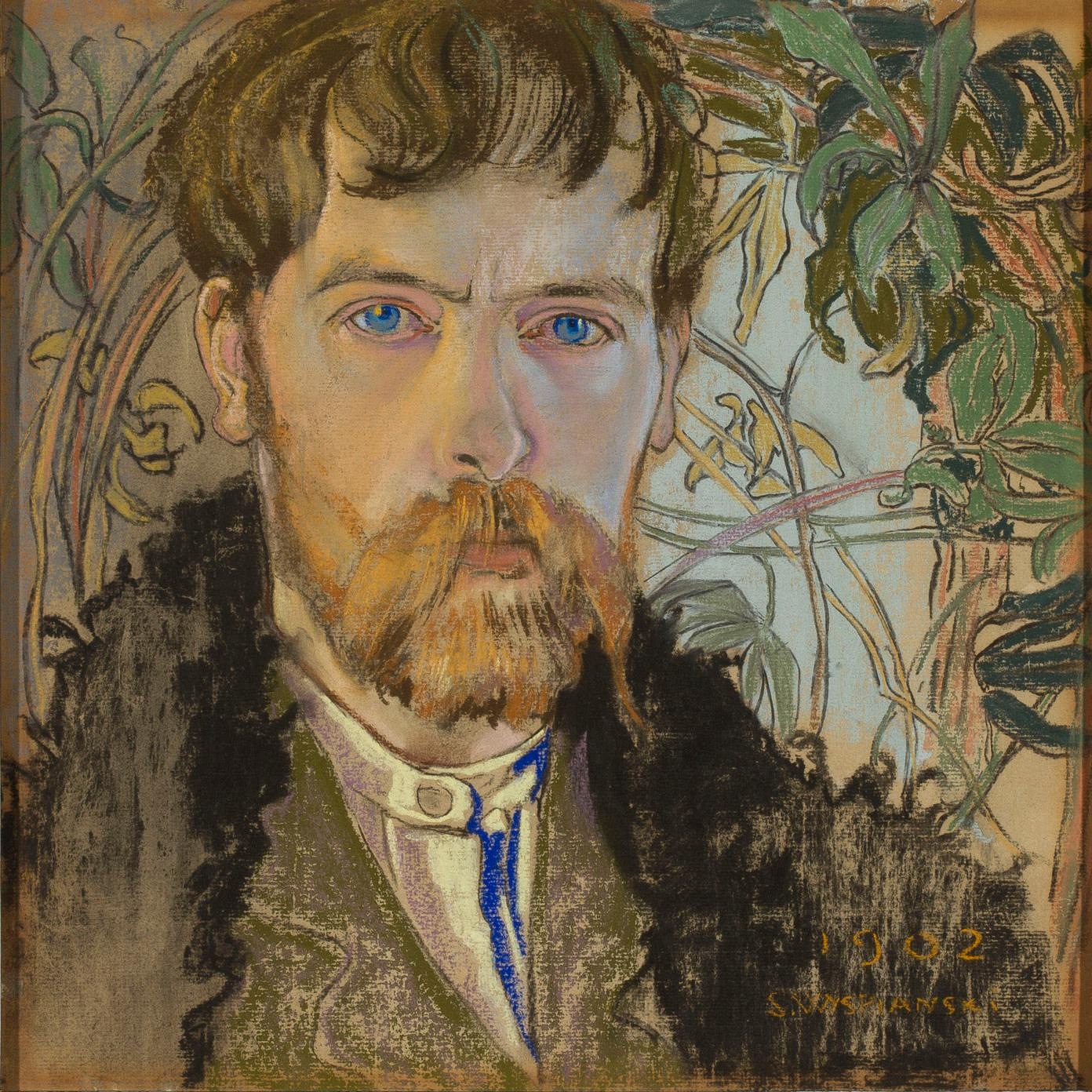
Autoretrat de Stanisław Wyspiański

Jove Polònia (en polonès: Młoda Polska) és un període modernista de l'art, de la literatura i de la música polonesa que va cobrir els anys des de 1890 fins a 1918. Va ser un dels efectes de la forta oposició a les idees del positivisme i va promoure els caràcters de la decadència, del neoromanticisme, del simbolisme, de l'impressionisme i de l'Art Nouveau.

## Història
El terme va ser conegut després d'un dels manifestos d'Artur Górski, publicat al diari Życie ("La Vida"), amb seu a Cracòvia, l'any 1898 i va ser immediatament acceptat a tot arreu de la Polònia dividida, com a analogia a altres termes semblants com Alemanya Jove, Bèlgica Jove, Escandinàvia Jove, i així successivament.

### Literatura
La literatura polonesa del període va ser basada sobre dues concepcions principals: 
- La primera concepció va ser la típica desil·lusió modernista vers la burgesia, la seva manera de viure i la seva cultura. Els artistes que van seguir aquesta concepció van creure també en la decadència, en la fi de tota la cultura, en el conflicte entre els homes i la seva civilització, i en la concepció de l'art com a valor suprem (en llatí: ars gratia artis). Entre altres autors en destaquen Kazimierz Przerwa Tetmajer, Stanisław Przybyszewski, Wacław Rolicz-Lieder i Jan Kasprowicz.
- La segona concepció va ser la continuació del romanticisme, i per aquesta causa és anomenada neo-romanticisme. El grup d'escriptors que va perseguir aquesta idea va ser menys organitzat, i els autors van cobrir una vasta gamma de temes en les seves obres: des del sentit de la missió del polonès en la prosa de Stefan Żeromski fins a la desigualtat social descrita per Władysław Reymont i Gabriela Zapolska, la crítica de la societat polonesa i la història de Polònia de Stanisław Wyspiański.

Altres importants escriptors del període foren: 
- Wacław Berent
- Jan Kasprowicz
- Jan Augustyn Kisielewski
- Antoni Lange
- Jan Lemański
- Bolesław Leśmian
- Tadeusz Miciński
- Andrzej Niemojewski
- Franciszek Nowicki
- Władysław Orkan
- Artur Oppman
- Włodzimierz Perzyński
- Tadeusz Rittner
- Wacław Sieroszewski
- Leopold Staff
- Kazimierz Przerwa-Tetmajer
- Maryla Wolska
- Tadeusz Boy-Żeleński

### Música
En la música, el terme Jove Polònia és aplicat a un grup informal de compositors que inclou Karol Szymanowski, Grzegorz Fitelberg, Ludomir Różycki i Mieczysław Karłowicz. Aquest grup va actuar sota la forta influència del neoromanticisme de la música, i particularment de compositors estrangers com Richard Strauss i Richard Wagner. Els compositors serien també van tenir forts lligams amb el Grup dels Cinc, un grup de compositors russos que incloïa Modest Mússorgski, Aleksandr Borodín i Nikolai Rimski-Kórsakov.

## Art
En el període de la Jove Polònia no hi ha grans corrents artístics en l'art polonès. Els pintors i els escultors van voler continuar en la tradició romàntica, introduint noves maneres d'expressió ja populars a l'estranger. El corrent més influent va ser l'Art Nouveau, tot i que els artistes polonesos varen començar també a cercar quelcom com ara un estil nacional. Tant l'escultura com la pintura del període van ser molt influïdes per totes les formes del simbolisme.

## Artistes principals del període
- Olga Boznańska
- Konstanty Brandel
- Xawery Dunikowski
- Julian Fałat
- Jacek Malczewski
- Józef Mehoffer
- Józef Pankiewicz
- Ferdynand Ruszczyc
- Jan Stanisławski
- Władysław Ślewiński
- Wojciech Weiss
- Leon Wyczółkowski
- Stanisław Wyspiański
- Jan Bukowski